# Montpellier Hérault Sport Club (féminines)
Pour le club, voir Montpellier Hérault Sport Club.
Maillots
Actualités
La section féminine du Montpellier Hérault Sport Club est un club de football français basé à Montpellier et créée en 1978 sous le nom du Racing Club Paillade avant de fusionner avec l'Entente cressoise pour devenir le Montpellier-Le Crès en 1990.
Les Montpelliéraines atteignent pour la première fois de leur histoire la Division 1 en 1985, pour deux saisons. Redescendu dans les divisions régionales, elles réapparaissent à ce niveau de la compétition en 1989, mais la fusion avec l'Entente cressoise replonge le club dans ses travers. De retour en 1997 après avoir décroché un titre de championnes de seconde division, les Cressoises vont se faire leur place dans ce championnat jusqu'à l'absorption du club par le Montpellier HSC en 2001. Le club connait alors la plus belle période de son histoire en décrochant deux titres consécutifs de championnes de France en 2004 et 2005 puis trois victoires en Challenge de France.
L'équipe fanion, entraînée par Yannick Chandioux, participe au championnat de première division pour la 22e saison consécutive en 2023-2024 et évolue principalement au stade Mama-Ouattara dans le Domaine de Grammont.

## Histoire

### Les origines du football féminin à La Paillade et au Crès (1978-1990)
Le Racing Club Paillade est créé en 1978 par Claude et Rose Trémolet. La première année, le club compte une seule équipe sénior, mais rapidement le nombre de joueuses augmente et le club passe à 3 équipes adultes, une de cadettes et une de benjamines.
En parallèle, Raymond Bec monte une équipe féminine sur Montpellier en 1966-67. Dans les années 70, il remporte plusieurs coupes régionales avec ses filles qui évoluaient à Castelnau-le-Lez. Lorsqu'il déménage au Crès en 1972, il fait suivre ses joueuses dans cette ville et monte l'Entente cressoise. Elles étaient alors au nombre de 13.
Les Pailladines participent durant deux saisons au championnat de France entre 1985 et 1987, mais sans grand nom ni d'internationales, elles n'arrivent pas à percer et sont reléguées en championnat régional. De retour dans l'élite en 1989, le club fusionne en 1990 avec l'Entente cressoise pour devenir l'Entente Montpellier-Le Crès Football féminin afin d'essayer de se maintenir à ce niveau.

### Montée en puissance du Montpellier-Le Crès (1990-2001)
La fusion a du mal à prendre, et le club est relégué en championnat régional dès la saison suivante. En 1992, le club est promu dans la toute nouvelle National 1B où il va évoluer durant cinq saisons, montant petit à petit en puissance jusqu'à obtenir en 1997 le titre de champion de France de seconde division, avec comme entraîneur René Kolem.
De retour dans l'élite, les Cressoisses se stabilisent à ce niveau et attirent des joueuses à fort potentiel comme Ludivine Diguelman, future internationale française à 39 sélections, ou Virginie Faisandier, première internationale du club.

### Fusion avec le Montpellier Hérault SC (depuis 2001)
La FFF souhaitant que tous les clubs professionnels se dotent de sections féminines, le Montpellier Hérault Sport Club, sous l'impulsion de son président Louis Nicollin, absorbe l'Entente Montpellier-Le Crès en 2001. Pour la première fois, des contrats, estimés un peu au-dessus du SMIC, sont signées avec les joueuses. Le président « Loulou » Nicollin fixe alors un délai de trois ans pour décrocher un titre.
Renforcé par les internationales Hoda Lattaf, Sonia Bompastor puis Camille Abily, le club monte en puissance progressivement. La première saison, les Montpelliéraines atteignent les play-offs du championnat. En 2002-2003, elles terminent troisièmes du championnat et disputent la finale du Challenge de France. Finalement, en 2004, elles remportent le premier championnat de leur histoire. Auréolées de leur titre, elles participent également pour la première fois à la Coupe féminine de l'UEFA.
Le MHSC féminin connaît par la suite de nombreux succès avec un nouveau titre de champion de France en 2005 et trois victoires au Challenge de France en 2006, 2007 et 2009, ce qui en fait un des clubs les plus titrés du football féminin français.
En 2005, les Pailladines atteignent les demi-finales de la Coupe féminine de l'UEFA, chutant contre Francfort (victoire 0-1, défaite 2-3) au plus grand nombre de buts marqués à l'extérieur, devant 1 200 spectateurs au Stade Joseph-Blanc à Villeneuve-lès-Maguelone, un record à domicile. Durant la saison 2009-2010, elles atteignent les quarts de finale de la première édition de la Ligue des champions de l'UEFA où elles se font éliminer par les Suédoises de l'Umeå IK.
Le club n'arrive pas à retrouver le niveau européen immédiatement, abonné entre 2010 et 2016 aux 3e et 4e places derrière les trois majeurs du championnat, l'Olympique lyonnais, le Paris Saint-Germain et le FCF Juvisy. Ce n'est que huit ans après leur dernière apparition que les pailladines retrouvent la Ligue des champions de l'UEFA en terminant seconde du championnat.

## Image et identité

### Noms et blasons
Le nom du club a subi des changements tout au long de son histoire. Initialement Racing Club Paillade il devient l'Entente Montpellier-Le Crès Football féminin lors de la fusion avec l'Entente cressoise. Enfin, lors de son absorption en 2001 par son homologue masculine, le club devient la section féminine du Montpellier Hérault Sport Club.
|  |  | Racing Club Paillade (1978-1990)                         | Racing Club Paillade (1978-1990)                         | Racing Club Paillade (1978-1990)                         | Racing Club Paillade (1978-1990)                         | Racing Club Paillade (1978-1990)                         | Racing Club Paillade (1978-1990)                         |  |  |  |  | Entente cressoise (1972-1990) | Entente cressoise (1972-1990) | Entente cressoise (1972-1990) | Entente cressoise (1972-1990) | Entente cressoise (1972-1990) | Entente cressoise (1972-1990) |  |  |  |  |  |  |  |  |  |  |
|  |  | Racing Club Paillade (1978-1990)                         | Racing Club Paillade (1978-1990)                         | Racing Club Paillade (1978-1990)                         | Racing Club Paillade (1978-1990)                         | Racing Club Paillade (1978-1990)                         | Racing Club Paillade (1978-1990)                         |  |  |  |  | Entente cressoise (1972-1990) | Entente cressoise (1972-1990) | Entente cressoise (1972-1990) | Entente cressoise (1972-1990) | Entente cressoise (1972-1990) | Entente cressoise (1972-1990) |  |  |  |  |  |  |  |  |  |  |
|  |  |                                                          |                                                          |                                                          |                                                          |                                                          |                                                          |  |  |  |  |                               |                               |                               |                               |                               |                               |  |  |  |  |  |  |  |  |  |  |
|  |  | Entente Montpellier-Le Crès Football féminin (1990-2001) | Entente Montpellier-Le Crès Football féminin (1990-2001) | Entente Montpellier-Le Crès Football féminin (1990-2001) | Entente Montpellier-Le Crès Football féminin (1990-2001) | Entente Montpellier-Le Crès Football féminin (1990-2001) | Entente Montpellier-Le Crès Football féminin (1990-2001) |  |  |  |  | Montpellier HSC (Masculin)    | Montpellier HSC (Masculin)    | Montpellier HSC (Masculin)    | Montpellier HSC (Masculin)    | Montpellier HSC (Masculin)    | Montpellier HSC (Masculin)    |  |  |  |  |  |  |  |  |  |  |
|  |  | Entente Montpellier-Le Crès Football féminin (1990-2001) | Entente Montpellier-Le Crès Football féminin (1990-2001) | Entente Montpellier-Le Crès Football féminin (1990-2001) | Entente Montpellier-Le Crès Football féminin (1990-2001) | Entente Montpellier-Le Crès Football féminin (1990-2001) | Entente Montpellier-Le Crès Football féminin (1990-2001) |  |  |  |  | Montpellier HSC (Masculin)    | Montpellier HSC (Masculin)    | Montpellier HSC (Masculin)    | Montpellier HSC (Masculin)    | Montpellier HSC (Masculin)    | Montpellier HSC (Masculin)    |  |  |  |  |  |  |  |  |  |  |
|  |  |                                                          |                                                          |                                                          |                                                          |                                                          |                                                          |  |  |  |  |                               |                               |                               |                               |                               |                               |  |  |  |  |  |  |  |  |  |  |
|  |  | Montpellier HSC (2001-Aujourd'hui)                       |                                                          |                                                          |                                                          |                                                          |                                                          |  |  |  |  |                               |                               |                               |                               |                               |                               |  |  |  |  |  |  |  |  |  |  |

### Couleurs et maillots
Il n'y a pas d'information disponible sur les couleurs du club avant l'absorption par le Montpellier HSC. Depuis, le club arbore les couleurs « Orange et bleu » de leur équivalent masculin.
Un maillot « rouge et blanc » réapparaît, en 2006, pendant trois saisons pour symboliser le retour aux valeurs de La Paillade. Mais les supporteurs Montpelliérains ne veulent pas abandonner le « orange et bleu » et font une pétition qui incite les dirigeants pailladins à proposer un référendum. Le résultat est sans appel et près de 75 % des supporters demandent le retour au « orange et bleu », le « rouge et blanc » devenant les couleurs du maillot extérieur ou du troisième maillot selon les saisons.
Évolution du maillot montpelliérain
| 2001-2002 Premier maillot en tant que section féminine du MHSC | 2003-2004 Maillot lors du premier titre de champion | 2004-2005 Maillot lors du second titre de champion | 2006-2009 Retour à la couleur rouge | 2009-2010 Maillot lors du parcours en Ligue des champions | 2018-2019 Maillot actuel |

## Résultats sportifs

### Palmarès
Le palmarès de l'équipe féminine du Montpellier HSC comporte deux championnats de France, trois challenges de France et un championnat de France de seconde division.
Le tableau suivant liste le palmarès du club actualisé à l'issue de la saison 2016-2017 dans les différentes compétitions officielles au niveau national, international, régional.
| Compétitions nationales | Compétitions internationales |
| - Championnat de France (2) - Champion : 2004, 2005. - Vice-champion : 2006, 2007, 2009, 2017. - Challenge de France/Coupe de France (3) - Vainqueur : 2006, 2007, 2009. - Finaliste : 2003, 2010, 2011, 2012, 2015, 2016. - Championnat de France de D2 (1) - Vainqueur : 1997 | - Coupe de l'UEFA féminine - Meilleure performance : Demi-finaliste en 2005-2006. - Women's French Cup - Vainqueur : 2017 et 2019 |
| - Championnat de France (2) - Champion : 2004, 2005. - Vice-champion : 2006, 2007, 2009, 2017. - Challenge de France/Coupe de France (3) - Vainqueur : 2006, 2007, 2009. - Finaliste : 2003, 2010, 2011, 2012, 2015, 2016. - Championnat de France de D2 (1) - Vainqueur : 1997 | Compétitions régionales |
| - Championnat de France (2) - Champion : 2004, 2005. - Vice-champion : 2006, 2007, 2009, 2017. - Challenge de France/Coupe de France (3) - Vainqueur : 2006, 2007, 2009. - Finaliste : 2003, 2010, 2011, 2012, 2015, 2016. - Championnat de France de D2 (1) - Vainqueur : 1997 | - Division d'Honneur (6) - Champion : 1981, 1983, 1985, 1988, 1989, 1992.                                                         |

### Bilan saison par saison
Le tableau suivant retrace le parcours du club saison par saison.

### Statistiques
À l'issue de la saison 2022-2023, le Montpellier HSC totalise 30 participations en première division nationale, le plus haut niveau du football français, et 5 participations en deuxième division nationale.
Le club a participé à 22 éditions de la Coupe de France, autrefois appelé Challenge de France, et compte également 4 participations en coupe d'Europe.
Le tableau ci-dessous récapitule tous les matchs officiels disputés par le MHSC, et ses différentes précédentes entités, dans les différentes compétitions nationales et européennes à l'issue de la saison 2022-2023 :
| Championnats                   | Saisons | Titres | J   | G   | N  | P   | Bp   | Bc  | Diff |
| Division 1/National 1 A        | 30      | 2      | 618 | 358 | 83 | 177 | 1446 | 773 | +673 |
| National 1B                    | 5       | 1      | 90  | 44  | 18 | 28  | 232  | 157 | +75  |
| Division d'Honneur             | 8       | 6      |     |     |    |     |      |     |      |
| Coupes nationales              | Saisons | Titres | J   | G   | N  | P   | Bp   | Bc  | Diff |
| Coupe de France                | 22      | 3      | 87  | 60  | 12 | 15  | 301  | 83  | +218 |
| Coupes d'Europe                | Saisons | Titres | J   | G   | N  | P   | Bp   | Bc  | Diff |
| Ligue des champions/Coupe UEFA | 4       | 0      | 31  | 19  | 5  | 7   | 70   | 27  | +43  |

## Personnalités du club

### Présidents
Le président du MHSC est Laurent Nicollin. Il prend la succession de son père, Louis Nicollin, en 2017.

### Entraîneurs
- Jean-Louis Saez
- Frédéric Mendy
- Baptiste Merle
- Yannick Chandioux

### Joueuses emblématiques
- Camille Abily (68 matchs et 17 buts)
- Sonia Bompastor (78 matchs et 26 buts)
- Marie-Laure Delie (137 matchs et 94 buts)
- Céline Deville (172 matchs et 0 but)
- Ludivine Diguelman (au moins 272 matchs et 66 buts)
- Stéphanie Grand (59 matchs et 1 but)
- Sakina Karchaoui (119 matchs et 8 buts)
- Hoda Lattaf (275 matchs et 185 buts)
- Laure Lepailleur (41 matchs et 4 buts)
- Ophélie Meilleroux (81 matchs et 1 but)
- Louisa Necib (20 matchs et 11 buts)
- Josefine Öqvist (23 matchs et 19 buts)
- Aya Sameshima (23 matchs) Championne du monde avec le Japon
- Élodie Thomis (50 matchs et 23 buts)
- Marion Torrent (263 matchs et 7 buts)
- Rumi Utsugi (126 matchs et 22 buts)
- Mary Fowler (42 matchs et 10 buts)

#### Les plus capées
Ce tableau retrace la liste des joueuses les plus capées de l'histoire de Montpellier HSC depuis le rattachement du Montpellier Le Crès en 2001.
| Rang | Joueuses           | Carrière au club      | Championnat | Coupe | Europe | Total |
| ---- | ------------------ | --------------------- | ----------- | ----- | ------ | ----- |
| 1re  | Hoda Lattaf        | 2001-2006 / 2009-2014 | 224         | 39+   | 23     | 286+  |
| 2e   | Marion Torrent     | 2008-                 | 223         | 40    | 12     | 275   |
| 3e   | Ludivine Diguelman | 2001-2002 / 2003-2014 | 223+        | 28+   | 24     | 275+  |
| 4e   | Élodie Ramos       | 2002-2014             | 198+        | 33+   | 23     | 254+  |
| 5e   | Céline Deville     | 2002-2011             | 136+        | 15+   | 22     | 173+  |
| 6e   | Kelly Gadea        | 2005-2007 / 2010-2016 | 129         | 29+   | -      | 158+  |
| 7e   | Viviane Asseyi     | 2007-2018             | 124         | 32    | 2      | 158   |
| 8e   | Sandie Toletti     | 2012-2020             | 127         | 21+   | 6      | 154+  |
| 9e   | Sakina Karchaoui   | 2012-2020             | 116         | 23    | 6      | 145   |
| 10e  | Laëtitia Philippe  | 2008-2016             | 125         | 16    | 1      | 142   |

Un signe + signifie une statistique incomplète.

#### Meilleures buteuses
| Rang | Joueuses            | Carrière au club      | Championnat | Coupe | Europe | Total |
| ---- | ------------------- | --------------------- | ----------- | ----- | ------ | ----- |
| 1re  | Hoda Lattaf         | 2001-2006 / 2009-2014 | 153         | 32+   | 12     | 197+  |
| 2e   | Élodie Ramos        | 2002-2014             | 120         | 24+   | 13     | 157+  |
| 3e   | Marie-Laure Delie   | 2008-2013             | 76          | 14    | 4      | 94    |
| 4e   | Ludivine Diguelman  | 2001-2002 / 2003-2014 | 52          | 10+   | 5      | 67+   |
| 5e   | Valérie Gauvin      | 2014-2020             | 51          | 16    | 0      | 67    |
| 6e   | Sofia Jakobsson     | 2014-2019             | 50          | 8     | 4      | 62    |
| 7e   | Viviane Asseyi      | 2007-2018             | 43          | 12    | 0      | 55    |
| 8e   | Virginie Faisandier | 2001-2007             | 37          | 4+    | 7      | 48+   |
| 9e   | Sonia Bompastor     | 2002-2006             | 38          | 4+    | 4      | 46+   |
| 10e  | Clarisse Le Bihan   | 2016-                 | 27          | 8     | 0      | 35    |

Un signe + signifie une statistique incomplète.

### Effectif professionnel actuel
Le tableau ci-dessous recense l'effectif actuel du Montpellier Hérault Sport Club.

## Structures du club

### Infrastructures

#### Stades
| \| Stade de la Mosson Stade Jules Rimet · (Hors Cadre) Domaine de Grammont \| Emplacement des différents · stades à Montpellier. |
| Stade de la Mosson Stade Jules Rimet · (Hors Cadre) Domaine de Grammont                                                          |

Avant d'être absorbé par le Montpellier HSC, les cressoises évoluaient au Stade Jules Rimet à Sussargues qui est une enceinte de 500 places situées en dehors de l'agglomération de Montpellier.
Depuis 2001, le club profite des installations du Montpellier HSC. ainsi la plupart des matchs sont désormais joués au stade Mama Ouattara au Domaine de Grammont. Le stade est inclus au sein du centre d'entrainement du club, où se trouve également le centre de formation.
À de rares occasions, les filles ont le droit d'évoluer au Stade de la Mosson, comme lors de certains matchs de la Ligue des champions ou lors d'affiche face au cadors du championnat.

#### Centre de formation

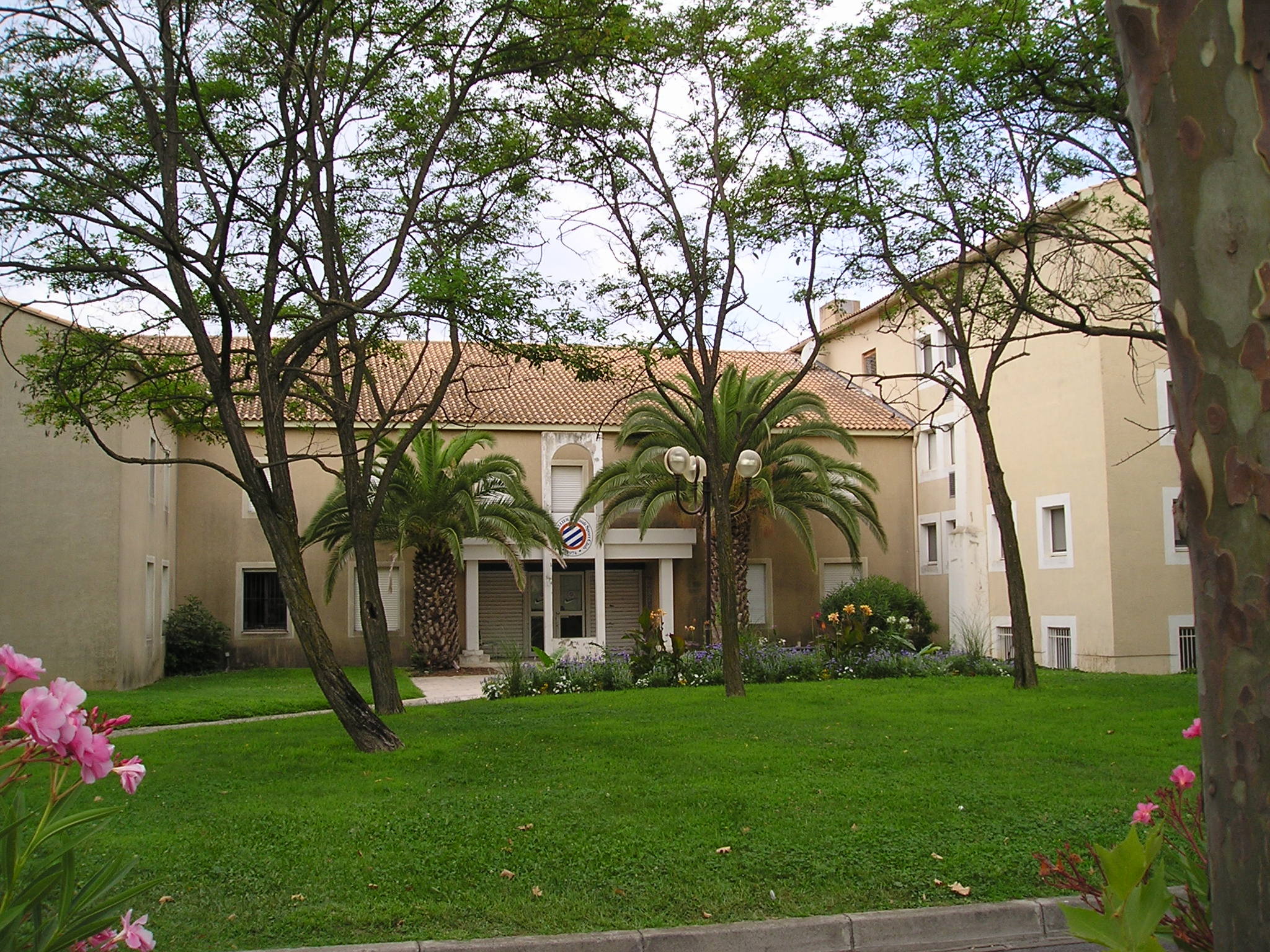
Le Siège du MHSC

Le centre de formation du Montpellier HSC est créé en 1978 et intègre une section féminine depuis 2001.
Actuellement, le manager sportif du centre de formation est Jean-François Domergue qui a succédé à Serge Delmas qui occupait ses fonctions de 2000 à 2009. Le centre est situé sur le domaine de Grammont à proximité du siège du club et des centres d'entraînement. Le club de Montpellier a signé des conventions de partenariat avec six clubs régionaux : l'Entente Perrier Vergèze, le FC Sète, le Gallia Club Lunel, la Clermontaise, l'AS Béziers et l'AS Fabrègues. Le MHSC leur apporte un appui technique et en échange les meilleures jeunes de ces clubs sont orientées vers le centre de formation montpelliérain.

### Aspects juridiques et économiques

#### Statut juridique et légal
Le Montpellier Hérault Sport Club est une société anonyme sportive professionnelle (SASP) au capital de 610 000 euros. Cette société est liée par convention à l'association loi de 1901 de l'Association sportive Montpellier Hérault Sport Club qui gère le centre de formation et les équipes amateurs du club. L'association est titulaire du numéro d'affiliation de la Fédération française de football, la SASP possède 100 % du capital.

#### Organigramme
Le Montpellier HSC est dirigé par un conseil d'administration dont le président est Laurent Nicollin. Son frère Olivier, et l'Association Sportive Montpellier Hérault Sport Club en sont les autres membres.
L'organigramme s'établit comme suit :
| Direction |
| --- |
| Président : Laurent Nicollin Président de l'association : Gilbert Varlot Directeur général : Philippe Peybernes Directeur sportif : Bruno Carotti Directeur de la formation : Francis de Taddeo Responsable de la section féminine : Sydney Biton |

#### Sponsors et équipementiers
Montpellier HSC change régulièrement d’équipementier au cours de son histoire. En 2000, à la suite de la descente en Ligue 2, le Montpellier HSC signe un contrat avec Nike à qui il reste fidèle depuis lors. Le club ouvre en 2010, en partenariat avec Nike, son « MHSC Store » dans le centre commercial « Odysseum ».
En 2009-2010, les « sponsors maillot » sont des entreprises régionales : le Groupe Nicollin, société de Louis Nicollin basée à Montpellier et Dyneff, entreprise régionale spécialisée dans les produits pétroliers.
En 2010-2011, la Foir'Fouille, discounteur d'équipement pour la maison devient le sponsor maillot principal à domicile à partir du 22 octobre 2010. Il succède en cours de saison à la société de poker en ligne, NetBet, qui n'a pu obtenir l'agrément de l'ARJEL. Les autres sponsors sont Dyneff qui reste le second partenaire maillot, Renault Trucks et les magasins U.
En 2011-2012, le club est à la recherche d'un nouveau sponsor maillot à la suite de l'arrêt de son partenariat avec La Foir'Fouille. La société Netbet n'ayant toujours pas obtenu l'agrément de l'Autorité de régulation des jeux en ligne, c'est la région qui décroche le contrat avec sa marque Sud de France pour apparaitre sur le maillot du club. De son côté, Dyneff reste le second partenaire maillot, pour la troisième année consécutive.
Pour les saisons suivantes, jusqu'à l'été 2015, Sud de France reste le partenaire maillot principal avec Dyneff, Les Mutuelles du Soleil et Faun Environnement. Les autres partenaires sont le Groupe Nicollin, Wati-B, Europoker, les Magasins U et Renault Trucks.
Par ailleurs, les partenaires institutionnels du club sont la Ville de Montpellier, Montpellier Méditerranée Métropole, le Conseil Départemental de l'Hérault et la Région Languedoc-Roussillon.

## Culture populaire

### Supporters
Avant 2015, la section féminine ne possédait pas de groupe de supporters bien précis. Certains membres des groupes de l'équipe masculine étaient présents à certains matchs (Butte Paillade 91, Camarga Unitat). Le « Kop Clapas 34 » créé en 2015, est un groupe de supporters indépendant situé en tribune du stade Mama Ouattara, terrain des féminines. Depuis leur première prestation face à l'équipe d'Albi le 10 octobre 2015, le groupe est présent à tous les matchs à domicile et commence certains déplacements comme le 7 février 2016 où le groupe s'est rendu à Saint-Étienne pour la 15e journée du Championnat de France de Football Féminin.

## Autres équipes
| Équipes de jeunes |
| - Challenge national féminin U19 (4 titres) - Vainqueur : 2011, 2012, 2013, 2018. - Coupe fédérale féminine 16 ans à 7 (3 titres) - Vainqueur : 2006, 2007, 2008. - Coupe fédérale féminine 13 ans à 7 (2 titres) - Vainqueur : 2005, 2006. |